# Topotecano
Il topotecano è un farmaco chemioterapico antineoplastico facente parte della classe delle camptotecine (farmaci estratti dalla corteccia della Camptotheca acuminata).

## Farmacocinetica
Il topotecano viene somministrato per infusione endovenosa e viene eliminato prevalentemente per via renale. Per questo motivo, la somministrazione richiede cautela nei soggetti con insufficienza renale.

## Farmacodinamica
Il sito d'azione del topotecano è la topoisomerasi I, enzima responsabile della rottura e ricucitura (con aumento del numero di legame) del singolo filamento di DNA. L'inibizione della topoisomerasi esita verso l'instabilità genomica e conseguente innesco dell'apoptosi. 

## Impiego clinico
Benché venga utilizzato anche nel carcinoma polmonare a piccole cellule  e nel carcinoma della cervice uterina, la principale indicazione del topotecano resta la terapia del carcinoma ovarico in fase avanzata resistente al cisplatino e carboplatino.
Sono in corso sperimentazioni finalizzate a stabilire l'efficacia del farmaco nella cura del sarcoma di Ewing in fase avanzata.

## Effetti avversi
I principali effetti avversi del topotecano comprendono:
- Mielodepressione
- Diarrea precoce, collegata all'attivazione colinergica e trattabile con l'atropina od analoghi e che si manifesta entro 24 ore.
- Diarrea tardiva, che insorge dopo 3-10 giorni dalla somministrazione e che può essere anche molto grave. In questi casi occorre valutare attentamente la possibile comparsa di squilibri idro-elettrolitici.